# Bincheng
Bincheng léase Bin-Chéng (en chino:滨城区, pinyin:Bīnchéng qū) es un distrito urbano bajo la administración directa de la ciudad-prefectura de Binzhou. Se ubica al norte de la provincia de Shandong, este de la República Popular China. Su área es de 140 km² y su población total para 2010 fue +600 mil habitantes. 

## Administración
El distrito de Bincheng se divide en 15 pueblos que se administran en 11 subdistritos, 3 poblados y 1 villa.